# St. Johannis (Trügleben)

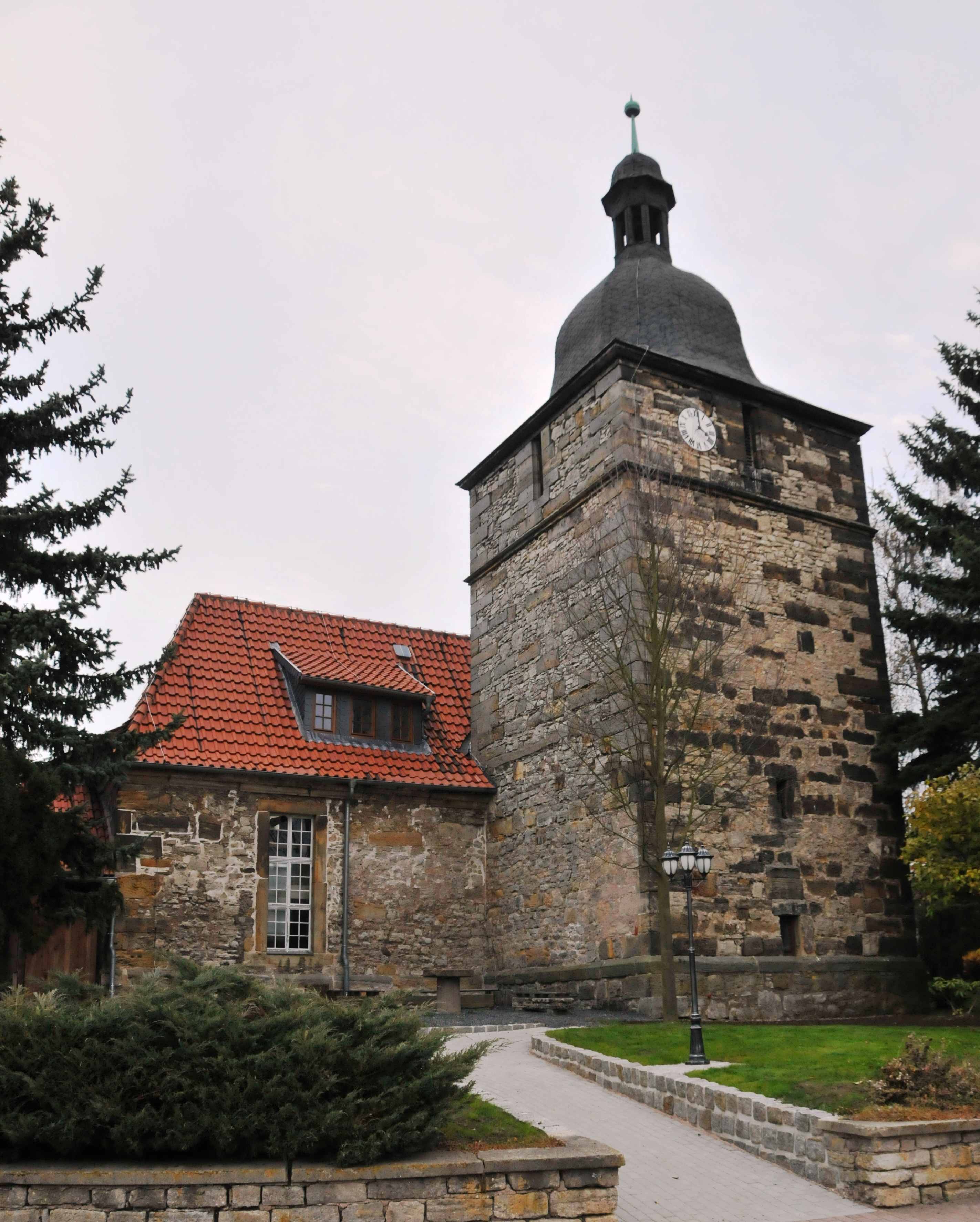
Die Kirche

Die evangelische Dorfkirche St. Johannis steht im Ortsteil Trügleben der Landgemeinde Hörsel im Landkreis Gotha in Thüringen.

## Geschichte
Der Kirchturm mit dicken Mauern und die Gewölbedecken wurde im Jahre 1404 erstmals als Wehrturm erwähnt. 1520 wurde mit dem Bau der Kirche seine Funktion vom Wehr- zum Wach- und Kirchturm erweitert.
Auf der Westseite der Kirche befindet sich der hölzerne Treppenaufgang zum Kirchenobergeschoss. Der Chor und die Kanzel stammen aus dem 17. Jahrhundert. Alles wurde im Renaissancestil gefertigt und geschmückt.
Die Orgel aus dem Jahre 1758 schuf Orgelbauer Hofmann aus Gotha. Rudolf Böhm aus Gotha überholte sie 1934. Lange Zeit defekt wurde sie 2008 zu ihrem 250-jährigen Jubiläum wieder bespielbar eingeführt.